# Kleinkahl
Kleinkahl es un municipio alemán, ubicado en el distrito de Aschaffenburg, en el Regierungsbezirk de Baja Franconia, en el Estado federado de Baviera. Asimismo, forma parte de la comunidad administrativa (Verwaltungsgemeinschaft) de Schöllkrippen.